# Everett Francis Briggs
(dal discorso pronunciato a Monongah nell'ottobre del 2006, dinanzi a una delegazione italiana che egli aveva guidato in visita commemorativa della sciagura del 1907)
Everett Francis Briggs (Fitchburg, 27 gennaio 1908 – Monongah, 20 dicembre 2006) è stato un religioso statunitense.

## Biografia
Il reverendo Everett F. Briggs è stato per mezzo secolo il parroco della Chiesa Cattolica di Nostra Signora del Rosario di Pompei a Monongah, Virginia Occidentale, Stati Uniti d'America.  Ha dedicato gran parte della sua esistenza e della sua attività pastorale all'identificazione e alla commemorazione delle vittime della tragedia di Monongah avvenuta il 6 dicembre 1907 nella locale miniera di carbone. Nella catastrofe, il più grave disastro minerario che la storia degli Stati Uniti ricordi, perirono oltre 900 minatori, la maggior parte dei quali italiani.

## La formazione
Con il padre Thomas Everett e la madre Mary Lillian (Hughes), Briggs si trasferì in tenera età dalla città natale a Stoneham, in Massachusetts, ove studiò fino al suo ingresso al Boston College High School.
Attratto dal missionariato entrò nella Scuola Apostolica Maryknoll in Pennsylvania per poi laurearsi nel 1927 nel seminario Maryknoll di New York.
Fu ordinato sacerdote Cattolico l'11 giugno 1933 e inviato in missione in Giappone. Allo scoppio della II Guerra Mondiale fu imprigionato in un campo di internamento dove, per motivi umanitari, iniziò uno sciopero della fame che lo condusse vicino alla morte. In conseguenza delle sue condizioni fisiche fu rimpatriato negli Stati Uniti, ove superò l'esame di Lingue orientali nell'esercito (US Army Signal Corps).
Accettò l'incarico di professore di giapponese nell'ambito dei programma di addestramento V-12 (V-12 Training Program) dell'Esercito statunitense, destinato alla formazione di ufficiali.

Successivamente fu nominato docente di Letteratura Classica e Romanza al Maryknoll College, in Pennsylvania.
Dal 1947 al 1950 fu consigliere del futuro Presidente del Vietnam del Sud, Ngô Đình Diệm e in seguito divenne rettore al Maryknoll College in New Jersey. Quindi servì per sei anni nella parrocchia cattolica giapponese di Los Angeles. Diplomato alla Nichigo Bunka Gakko di Tokio, alumnus dell'Università Cattolica d'America di Washington, della Columbia University  e della Fordham University di New York, fu anche autore di saggi e liriche in lingua inglese e giapponese oltre che di numerose composizioni musicali.
Nel 1956 fu assegnato alla Parrocchia Cattolica di Monongah, in Virginia occidentale, che curò sino alla morte.

## Le ricerche sullatragedia dimenticata

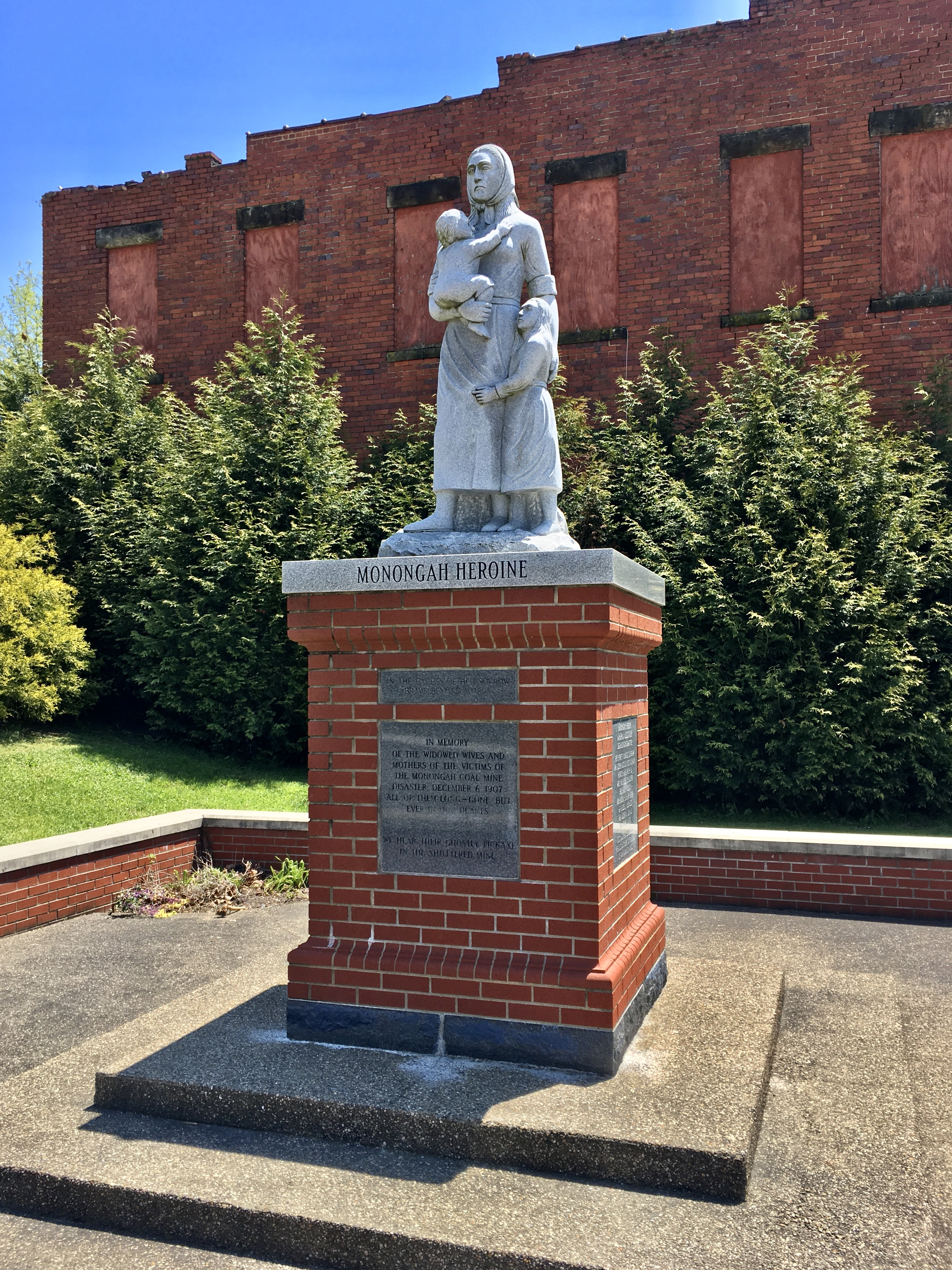
La statua All'Eroina di Monongah

Quando nel Natale del 1956 il reverendo Briggs giunse a Monongah si rese presto conto che la memoria della catastrofe del 1907 era quasi del tutto andata perduta; iniziò quindi a prodigarsi per dare un nome agli scomparsi (molti dei quali restano tuttora ignoti) e recare conforto ai loro familiari, operando per la conservazione e per la diffusione della memoria della sciagura.
Briggs ha contribuito in maniera determinante a strappare all'oblìo la strage e a definire le reali dimensioni del disastro. Infatti già nel 1964, in un articolo pubblicato sull'autorevole rivista scientifica Science, egli stimava che il numero delle vittime del disastro fosse di gran lunga più elevato di quello sino ad allora diffuso dai mezzi di informazione (circa 362 deceduti) e che - in base alle proprie ricerche - superasse i 500.
Nel 1961 fondò la casa di cura Saint Barbara's Memorial Nursing Home a Monongah, intitolandola alla santa patrona dei minatori e dedicandola alla memoria delle vittime dell'esplosione del 1907 e di tutti i minatori morti nelle disgrazie minerarie.
Ha creato e presieduto sino alla morte una Commissione avente come scopo la costruzione di un monumento che perpetuasse - per la prima volta negli Stati Uniti - la memoria delle vedove e degli orfani di tutti i minatori periti sul lavoro. La statua, che il Reverendo ha voluto dedicare all'Eroina di Monongah, è stata eretta nel 2007, in marmo di Carrara, ed è collocata nelle vicinanze del municipio di Monongah. Nel 2006 il Comune di Falerna (CZ) ha erogato un contributo di 150,00 euro per la costruzione della statua.
È considerato unanimemente colui "che più di tutti si è impegnato a far luce sulla tragedia mineraria di Monongah".
Lo Stato della Virginia Occidentale, in riconoscimento dell'attività svolta al servizio della comunità, gli ha intitolato il ponte che attraversa il fiume West Fork nei pressi di Monongah.
Il 31 maggio 2004 il Presidente della Repubblica Carlo Azeglio Ciampi gli ha conferito l'onorificenza di Cavaliere dell'Ordine della Stella della Solidarietà Italiana.
Nell'ottobre del 2006, guidando una delegazione italiana in visita a Monongah per commemorare la sciagura del 1907, padre Briggs si è rivolto a loro con queste parole: Io, che non sono Italiano, ho dedicato quasi tutta la mia esistenza ai minatori italiani.
È morto nel Saint Barbara's Memorial Nursing Home di Monongah e riposa nel Saint Bernard's Cemetery di Fitchburg (Massachusetts), sua cittadina natale.